# Distributiv (kasus)
 For alternative betydninger, se Distributiv. (Se også artikler, som begynder med Distributiv)
Distributiv betegner i grammatik en kasus, der anvendes ved distributivtal (fordelingstal), der angiver hvor mange til hver (en hver, to hver, tre hver, fire hver osv.).
Distributiv findes især i tyrkiske sprog og også i ungarsk. I finsk er distributiv en adverbialkasus, der ikke er produktiv. 